# Lemierzyce Gaj
Lemierzyce Gaj – zlikwidowany przystanek osobowy i ładownia w Lemierzycach, na linii kolejowej nr 414 Gorzów Wielkopolski Zieleniec – Chyrzyno, w województwie lubuskim, w Polsce.